# 上湧別站

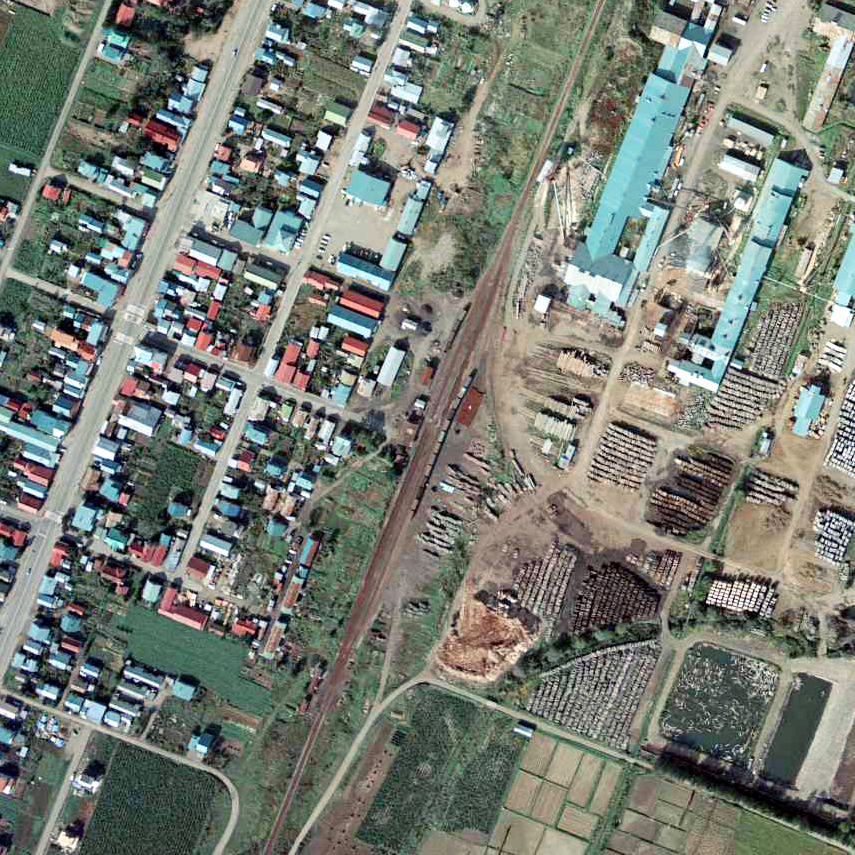
1977年的上湧別站與方圓約500米範圍。下方是遠輕方向。車站大樓旁邊靠近名寄一方設有貨物月台和引込線。車站後方是副本線，靠近名寄一方設有連接車站後方木工場的短引込線。

上湧別站（日语：／ Kami-Yūbetsu eki */?）是位於北海道紋別郡上湧別町字屯田市街地（現時：湧別町上湧別屯田市街地），北海道旅客鐵道（JR北海道）的名寄本線車站（廢站）。隨著名寄本線廢線，車站在1989年（平成元年）5月1日廢除。
在1980年（昭和55年）前行走的急行「天都」停靠此站。

## 歷史
- 1916年（大正5年）11月21日 - 鐵道院湧別輕便線社名淵站（後來為開盛站）至下湧別（後來為湧別）之間開通，此站啟用[1]。當時為一般車站。
- 1922年（大正11年）9月2日 - 湧別輕便線改名為湧別線。
- 1932年（昭和7年）10月1日 - 遠輕站至下湧別站之間編入至名寄本線。
- 1949年（昭和24年）6月1日 - 日本國有鐵道成立，成為日本國有鐵道車站。
- 1959年（昭和34年）11月25日 - 車站後方的池內工業專用線開始使用[2]。
- 1978年（昭和53年）12月1日 - 結束處理貨物。
- 1980年（昭和55年）10月1日 - 急行「天都」廢除。
- 1984年（昭和59年）2月1日 - 結束處理行李。
- 1986年（昭和61年）11月1日 - 成為無人車站。
- 1987年（昭和62年）4月1日 - 伴隨國鐵分割民營化，車站由北海道旅客鐵道（JR北海道）營運。
- 1989年（平成元年）5月1日 - 名寄本線全線廢除，此站也廢除。

### 站名的由來
車站名稱取自所在地名。地名取自湧別川上流。

## 車站構造
截至車站廢除前，車站是一座地面車站，設有1面1線的單式月台。月台位於路軌西邊（遠輕方向的列車會開啟右邊車門）。曾經此站設有2面2線的單式月台（千鳥式月台），當時可進行列車交會。截至1983年（昭和58年），對面月台已經停用，交會設備廢除。該路軌變成側線，只於遠輕一方設有轉轍器。月台前後的路軌都是彎曲的，這是由於兩邊曾經設有轉轍器。
此站是無人車站。在有人車站時代還有車站大樓。大樓位於站內西邊，鄰接月台北邊。

## 使用狀況
- 在1981年度（昭和56年度），1日上下車人次為221人[4]。

## 車站周邊
車站位於舊上湧別町的中心。
- 北海道道404號上湧別停車場線（日语：北海道道404号上湧別停車場線）[5]
- 國道242號（日语：国道242号）（置戶國道）[5]
- 湧別町公所（舊・上湧別町公所）
- 遠輕警署（日语：遠軽警察署）上湧別駐在所
- 上湧別郵局
- 羅森上湧別店
- Seicomart（日语：セイコーマート）高田上湧別店
- 湧別川[5]
- 北海道北見巴士（日语：北海道北見バス）、北紋巴士（日语：北紋バス）「上湧別」巴士站
- 湧別町營巴士（日语：湧別町営バス）（舊上湧別町營巴士）「上湧別屯田市街地」巴士站

## 現況
截至2001年（平成13年），車站遺址變成空地，已經沒有任何車站痕蹟。舊車站部分遺址建設了町營住宅。截至2011年（平成23年）也是同樣，在附近還有名為「上湧別站前通」的道路。站前還有倉庫群，有著舊站前的氣氛。

## 相鄰車站
北海道旅客鐵道（JR北海道）
名寄本線
北湧－上湧別－共進

## 注腳
1. 1 2   第1版. 札幌市: 日本國有鐵道北海道總局. 1973-03-25: 198. ASIN B000J9RBUY （日语）.
2. ↑  上湧別町史　昭和54年11月發行。
3. ↑  書籍《北海道の駅878ものがたり 駅名のルーツ探究》（監修：太田幸夫，富士Comtem，2004年2月發行）188頁。
4. 1 2 3 4 5  書籍《国鉄全線各駅停車1 北海道690駅》（小學館，1983年7月發行）212頁。
5. 1 2 3 4  書籍《北海道道路地図 改訂版》（地勢堂，1980年3月發行）18頁。
6. ↑  書籍《鉄道廃線跡を歩くVIII》（JTB出版，2001年8月發行）36頁。
7. ↑  書籍《北海道の鉄道廃線跡》（著：本久公洋，北海道新聞社，2011年9月發行）129頁。